# 8869 Olausgutho
8869 Olausgutho este un asteroid din centura principală de asteroizi.

## Descriere
8869 Olausgutho este un asteroid din centura principală de asteroizi. A fost descoperit pe 6 martie 1992 la Observatorul La Silla în cadrul programului UESAC. Asteroidul prezintă o orbită caracterizată de o semiaxă mare de 3,13 ua, o excentricitate de 0,13 și o înclinație de 1,9° în raport cu ecliptica.